# Сборная Нигерии по футболу
Сборная Нигерии по футболу представляет Нигерию на международных футбольных турнирах и в товарищеских матчах. Управляющая организация — Футбольная федерация Нигерии. 30 июня 2010 снялась со всех международных соревнований до 2012 года, но 5 июля 2010 президент Нигерии Гудлак Джонатан отменил свой запрет, и сборная Нигерии приняла участие в отборочном турнире к Кубку африканских наций 2012. 4 октября 2010 последовал новый запрет на международные матчи Нигерии — со стороны ФИФА за вмешательство государства в дела футбольной федерации.

## История

### Ранние годы
Ещё будучи коронной колонией Великобритании, Нигерия провела свои первые матчи на уровне сборной в 1949 году. С 29 августа по 29 сентября команда Нигерии провела турне по Великобритании: в состав вошли 18 футболистов нигерийских клубов, сыгравшие 9 матчей против любительских английских клубов и сборных лиг. Поскольку британская экономика только восстанавливалась после разрушений, нанесённых Второй мировой войной, нигерийцы привезли собственные запасы продовольствия (ямс, рис, перец, креветки). На газонах, которые считались нигерийцам жёсткими, они играли босиком. Результаты матчей:
- 31 августа. Кросби[англ.]. Нигерия 5:2 Мэрин[англ.].
- 3 сентября. Бишоп-Окленд. Нигерия 2:5 Бишоп-Окленд[англ.].
- 8 сентября. Лейтонстоун[англ.]. Нигерия 1:2 Лейтонстоун[англ.].
- 10 сентября. Илфорд. Нигерия 1:5 Истмийская лига.
- 14 сентября. Уолтон-он-Темс. Нигерия 2:2 Коринфская лига.
- 17 сентября. Ист-Далвич[англ.]. Нигерия 0:1 Далвич-Хамлет[англ.].
- 21 сентября. Уилдстоун[англ.]. Нигерия 0:8 Афинская лига.
- 24 сентября. Бромли. Нигерия 3:1 Бромли.
- 28 сентября. Ливерпуль. Нигерия 2:2 Саут-Ливерпуль[англ.].

Первую игру на уровне сборных Нигерия провела 8 октября 1949 года против Сьерра-Леоне, победив 2:0.

### Чемпионаты мира
Сборная Нигерии дебютировала в 1994 году на чемпионате мира в США, где выступала под руководством нидерландского тренера Клеменса Вестерхофа. Команда произвела там сенсацию, сначала заняв первое место в группе с Аргентиной, Болгарией и Грецией, а затем едва не выбив из борьбы команду Италии.
Ведя 1:0, нигерийцы на последних минутах второго тайма пропустили мяч от Роберто Баджо, который в овертайме забил второй и победный гол, выведя Италию в четвертьфинал. По словам Вестерхофа, при счёте 1:0 в последние минуты он кричал своим подопечным, чтобы они выбили мяч куда угодно, но те постоянно шли в обводку и всячески убеждали тренера, что игра фактически сделана. Это стоило им выхода в четвертьфинал. Тем не менее, выход в 1/8 финала широко отмечался в Нигерии, а игроков и тренерский штаб встречали в качестве национальных героев. Защитник Августин Эгуавон утверждал, что нигерийские футболисты получили огромные призовые. Позже Клеменс Вестерхоф был признан лучшим тренером сборной Нигерии за всю её историю существования.
В 1998 году Нигерия под руководством Боры Милутиновича повторила предыдущий результат, но закончила своё выступление бесславным разгромом от Дании 1:4. Между двумя этими первенствами нигерийцы впервые в истории африканского футбола выиграли Олимпийский футбольный турнир в Атланте-1996, который до этого был лишь прерогативой сборных из Европы и Южной Америки. Именно поэтому поражение во Франции стало особенно болезненным.
На чемпионате мира в Японии и Корее в 2002 году сборная Нигерии угодила в «группу смерти» к командам Англии, Аргентины и Швеции и выбраться из неё в плей-офф не сумела, а через четыре года «суперорлы» и вовсе не прошли квалификацию, уступив путёвку на чемпионат мира в Германии команде Анголы. В 2010 году они снова не преодолели групповой этап, не выйдя из группы с Аргентиной, Грецией и Южной Кореей.
На чемпионате мира 2014 г. впервые в истории чемпионатов мира сразу две африканские сборные (Нигерия и Алжир) вышли в 1/8 финала, при этом сборная Нигерии в третий раз в своей истории пробилась в стадию плей-офф, где проиграла французам 0:2.
На чемпионате мира 2018 года сборная Нигерии играла в группе с командами Хорватии, Исландии и Аргентины. Первый матч против хорватов африканцы проиграли со счётом 0:2, а затем победили исландцев с тем же самым счётом. В заключительном туре сборная Нигерии уступила аргентинцам 1:2 и заняла третью строчку в группе. «Суперорлы» впервые в своей истории покинули мундиаль после группового этапа, заняв в группе не последнее место.
На следующий мундиаль сборная не отобралась впервые с 2006. В матче квалификации к ЧМ-2022 противником Нигерии была Гана. Первый матч в гостях завершился безголевой ничьей, в домашнем матче была зафиксирована ничья 1:1, и благодаря гостевому голу на чемпионат пробилась именно команда Ганы.
- 1930 — 1958 — не принимала участия
- 1962 — не прошла квалификацию
- 1966 — снялась с квалификации
- 1970 — 1990 — не квалифицировалась
- 1994 — 1/8 финала
- 1998 — 1/8 финала
- 2002 — групповой этап
- 2006 — не прошла квалификацию
- 2010 — групповой этап
- 2014 — 1/8 финала
- 2018 — групповой этап
- 2022 — не прошла квалификацию

### Кубок Африканских наций
Сборная Нигерии впервые завоевала главный трофей африканского футбола в 1980 году, когда турнир проводился на её территории. Второй титул команда выиграла в 1994 году. В третий раз Нигерии удалось выиграть Кубок Африки в 2013 году.
- 1957 — не принимала участия
- 1959 — не принимала участия
- 1962 — снялась с квалификации
- 1963 — групповой этап
- 1965 — не принимала участия
- 1968 — не прошла квалификацию
- 1970 — снялась с квалификации
- 1972 — не прошла квалификацию
- 1974 — не прошла квалификацию
- 1976 — третье место
- 1978 — третье место
- 1980 — чемпион
- 1982 — групповой этап
- 1984 — второе место
- 1986 — не прошла квалификацию
- 1988 — второе место
- 1990 — второе место
- 1992 — третье место
- 1994 — чемпион
- 1996 — снялась с квалификации
- 1998 — дисквалифицирована
- 2000 — второе место
- 2002 — третье место
- 2004 — третье место
- 2006 — третье место
- 2008 — 1/4 финала
- 2010 — третье место
- 2012 — не прошла квалификацию
- 2013 — чемпион
- 2015 — не прошла квалификацию
- 2017 — не прошла квалификацию
- 2019 — третье место
- 2021 — 1/8 финала
- 2023 — второе место

### Другие достижения
Одной из главных побед нигерийцев в футболе стало олимпийское золото 1996 года. На Играх в Атланте Нигерия под руководством Йо Бонфрере вышла из группы со второго места, проиграв Бразилии (0:1, гол Роналдо) и победив Японию (2:0) и Венгрию (1:0). В четвертьфинале нигерийцы обыграли команду Мексики (2:0). В полуфинале вновь пришлось играть с Бразилией, в составе которой были такие звёзды как Роналдо, Бебето, Ривалдо, Роберто Карлос, Жуниньо Паулиста, Алдаир. После первого тайма бразильцы вели 3:1, несмотря на автогол Роберто Карлоса. Но на 78-й минуте Виктор Икпеба сократил отставание в счёте, а на 90-й минуте Нванкво Кану сравнял счёт (3:3), изящно разобравшись с вратарём. Он же забил золотой мяч в ворота Диды на 4-й минуте дополнительного времени. В финале 3 августа на стадионе «Сэнфорд» против Аргентины Нигерии пришлось дважды отыгрываться после голов Клаудио Лопеса и Эрнана Креспо (с пенальти). На 90-й минуте аргентинцы грубо ошиблись при создании искусственного офсайда, и вышедший на замену Эммануэль Амунеке забил победный мяч (3:2).
Кроме того, в активе сборной пять побед на молодёжных и три победы на юниорских кубках Африки, а также пять титулов чемпионов мира среди игроков до 17 лет.

## Состав
Следующие игроки были вызваны в состав сборной главным тренером Гернотом Рором для участия в матчах отборочного турнира чемпионата мира 2022 против сборной ЦАР (7 октября 2021) и (10 октября 2021).
Игры и голы приведены по состоянию на 10 октября 2021 года:
|  | Вр  | Адебайо Аделейе     | 17 мая 2000 (25 лет)      | 1   | 0  | Хапоэль Иерусалим    |  |  |
|  | Вр  | Олорунлеке Охо      | 17 августа 1995 (29 лет)  | 0   | 0  | Эньимба              |  |  |
|  | Вр  | Виктор Сохима       | 8 января 1999 (26 лет)    | 0   | 0  | Риверс Юнайтед       |  |  |
|  |     |                     |                           |     |    |                      |  |  |
|  | Защ | Брайт Осейи-Сэмюэл  | 31 декабря 1997 (27 лет)  | 4   | 0  | Фенербахче           |  |  |
|  | Защ | Зайду Сануси        | 5 августа 1994 (30 лет)   | 15  | 0  | Порту                |  |  |
|  | Защ | Уильям Троост-Эконг | 1 сентября 1993 (31 год)  | 63  | 4  | ПАОК                 |  |  |
|  | Защ | Семи Аджайи         | 8 октября 1993 (31 год)   | 24  | 0  | Вест Бромвич Альбион |  |  |
|  | Защ | Кевин Акпогума      | 19 апреля 1995 (30 лет)   | 8   | 0  | Хоффенхайм           |  |  |
|  | Защ | Эбубе Дуру          | 31 июля 1999 (25 лет)     | 4   | 0  | Риверс Юнайтед       |  |  |
|  | Защ | Калвин Бэсси        | 31 декабря 1999 (25 лет)  | 10  | 0  | Аякс                 |  |  |
|  | Защ | Кеннет Омеруо       | 17 октября 1993 (31 год)  | 61  | 1  | Леганес              |  |  |
|  |     |                     |                           |     |    |                      |  |  |
|  | ПЗ  | Уилфред Ндиди       | 16 декабря 1996 (28 лет)  | 51  | 0  | Лестер Сити          |  |  |
|  | ПЗ  | Франк Ониека        | 1 января 1998 (27 лет)    | 12  | 0  | Брентфорд            |  |  |
|  | ПЗ  | Джо Арибо           | 21 июля 1996 (28 лет)     | 23  | 2  | Саутгемптон          |  |  |
|  | ПЗ  | Алекс Ивоби         | 3 мая 1996 (29 лет)       | 64  | 10 | Эвертон              |  |  |
|  | ПЗ  | Ахмед Муса          | 14 октября 1992 (32 года) | 108 | 16 | Сивасспор            |  |  |
|  |     |                     |                           |     |    |                      |  |  |
|  | Нап | Виктор Осимхен      | 29 декабря 1998 (26 лет)  | 25  | 17 | Наполи               |  |  |
|  | Нап | Самуэль Чуквуезе    | 22 мая 1999 (26 лет)      | 28  | 4  | Милан                |  |  |
|  | Нап | Келечи Ихеаначо     | 3 октября 1996 (28 лет)   | 46  | 12 | Лестер Сити          |  |  |
|  | Нап | Мойзес Симон        | 12 июля 1995 (30 лет)     | 58  | 8  | Нант                 |  |  |
|  | Нап | Тайво Авоньи        | 12 августа 1997 (27 лет)  | 6   | 1  | Ноттингем Форест     |  |  |
|  | Нап | Адемола Лукман      | 20 октября 1997 (27 лет)  | 7   | 1  | Аталанта             |  |  |

## Матчи

### 2019
| 2019-06-8 Товарищеский матч | Нигерия | 0–0     | Зимбабве | Асаба, Нигерия                                                                        |
| 18:00 (UTC+1)               |         | (отчёт) |          | Стадион: Стивен Кеши Арена Зрителей: 15,650 Судья: Адисса Абдул Рафиоу Лигали (Бенин) |

| 2019-06-16 Товарищеский матч | Сенегал    | 1–0     | Нигерия | Дакар, Сенегал                                       |
| 16:45                        | - Гейе 18′ | (отчёт) |         | Стадион: Леопольд Сенгор Судья: Махмуд Ашур (Египет) |

| 2019-06-22 Кубок африканских наций 2019 | Нигерия     | 1–0     | Бурунди | Александрия, Египет                                                     |
| 19:00 CAT                               | - Игало 77′ | (отчёт) |         | Стадион: Стадион Александрия Судья: Бернар Камиль (Сейшельские острова) |

| 2019-06-26 Кубок африканских наций 2019 | Нигерия      | 1–0     | Гвинея | Александрия, Египет                                                                     |
| 16:30 CAT                               | - Омеруо 73′ | (отчёт) |        | Стадион: Стадион Александрия Зрителей: 10,388 Судья: Элдер Мартинш ди Карвалью (Ангола) |

| 2019-06-30 Кубок африканских наций 2019 | Мадагаскар                                  | 2–0     | Нигерия | Александрия, Египет                                         |
| 18:00 CAT                               | - Номенджанахари 13′ - Андриамахицинуру 53′ | (отчёт) |         | Стадион: Стадион Александрия Судья: Бакари Гассама (Гамбия) |

| 2019-07-6 Кубок африканских наций 2019 | Нигерия                     | 3-2     | Камерун                  | Александрия, Египет                                         |
| 18:00 CAT                              | - Игало 19, 63′ - Ивоби 66′ | (отчёт) | - Баокен 41′ - Н'Жье 44′ | Стадион: Стадион Александрия Судья: Джошуа Бондо (Ботсвана) |

| 2019-07-10 Кубок африканских наций 2019 | Нигерия                           | 2-1     | ЮАР         | Каир, Египет                                                           |
| 21:00 CAT                               | - Чуквуезе 27′ - Троост-Эконг 89′ | (отчёт) | - Зунгу 71′ | Стадион: Каирский международный стадион Судья: Редуан Джийед (Марокко) |

## Рекордсмены

### Наибольшее количество матчей

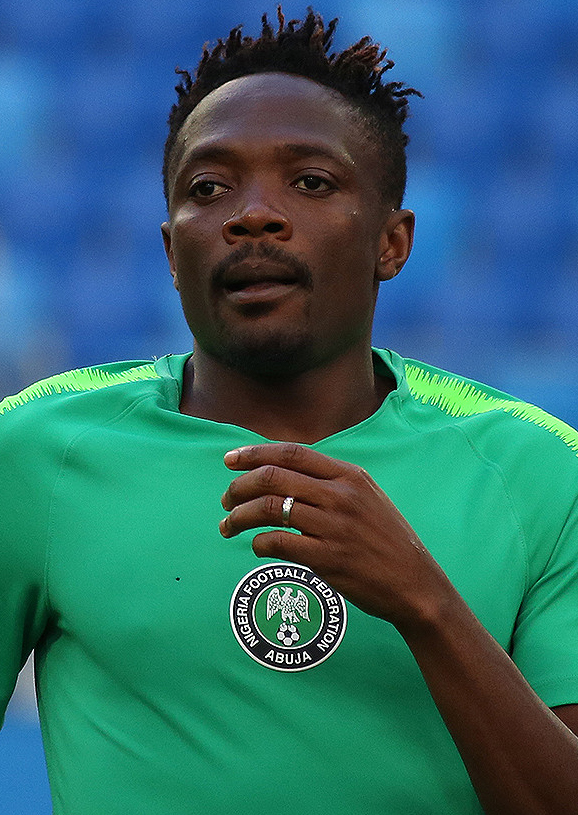
Ахмед Муса — рекордсмен сборной по сыгранным матчам

Жирным выделены действующие игроки.
| No | Игрок            | Годы в сборной | Игры | Голы |
| -- | ---------------- | -------------- | ---- | ---- |
| 1  | Ахмед Муса       | 2010 — н. в.   | 108  | 16   |
| 2  | Джозеф Йобо      | 2001—2014      | 101  | 7    |
| 2  | Винсент Эньеама  | 2002—2015      | 101  | 0    |
| 4  | Джон Оби Микел   | 2005—2019      | 90   | 6    |
| 5  | Нванкво Кану     | 1994—2011      | 86   | 13   |
| 5  | Мудаширу Лаваль  | 1975—1985      | 86   | 11   |
| 7  | Джей-Джей Окоча  | 1993—2006      | 73   | 14   |
| 8  | Стивен Кеши      | 1981—1998      | 68   | 9    |
| 9  | Питер Руфаи      | 1983—1998      | 66   | 1    |
| 10 | Питер Одемвингие | 2002—2014      | 65   | 11   |

### Наибольшее количество голов
| No | Игрок           | Годы в сборной | Голы | Игры |
| -- | --------------- | -------------- | ---- | ---- |
| 1  | Рашиди Йекини   | 1983—1998      | 37   | 62   |
| 2  | Сегун Одегбами  | 1976—1981      | 22   | 47   |
| 3  | Якубу Айегбени  | 2000—2012      | 21   | 58   |
| 4  | Виктор Осимхен  | 2017 — н. в.   | 20   | 26   |
| 5  | Икечукву Уче    | 2007—2014      | 19   | 46   |
| 6  | Обафеми Мартинс | 2004—2015      | 18   | 42   |
| 7  | Самсон Сиасиа   | 1984—1998      | 17   | 49   |
| 8  | Ахмед Муса      | 2010—н. в.     | 16   | 108  |
| 8  | Одион Игало     | 2015—н. в.     | 16   | 37   |
| 10 | Джей-Джей Окоча | 1993—2006      | 14   | 73   |
| 10 | Джулиус Агахова | 2000—2007      | 14   | 31   |
| 10 | Асукуо Экпе     | 1956—1966      | 14   | 28   |

Жирным выделены действующие игроки

## Форма

### Домашняя
| КАН-1980 | КАН-1984 | КАН-1988 | КАН-1990 | ЧМ-1994 | 1995      | ОИ-1996   | ЧМ-1998 | КАН-2000 | ЧМ-2002              | КАН-2004   |
| КАН-2006 | КАН-2008 | ЧМ-2010  | КАН-2013 | ЧМ-2014 | 2015—2016 | 2016—2018 | ЧМ-2018 | КАН-2021 | 2022—2024 · КАН-2023 | 2024—н. в. |

### Гостевая
| КАН-1988 | ЧМ-1994   | 1995      | ЧМ-1998 | КАН-2000 | ЧМ-2002              | КАН-2004   | КАН-2006 | КАН-2008 | ЧМ-2010 | КАН-2013 |
| ЧМ-2014  | 2015—2016 | 2016—2018 | ЧМ-2018 | КАН-2021 | 2022—2024 · КАН-2023 | 2024—н. в. |          |          |         |          |

Источники:,